# Китамори, Икуко
Икуко Китамори (яп. 室伏 由佳; род. 10 марта 1963, Нара) — японская легкоатлетка, специалистка по метанию диска. Выступала за сборную Японии по лёгкой атлетике в 1985—1994 годах, обладательница серебряной и бронзовой медалей Азиатских игр, серебряная и бронзовая призёрка чемпионатов Азии, бронзовая призёрка Восточноазиатских игр, многократная чемпионка страны.

## Биография
Икуко Китамори родилась 10 марта 1963 года в префектуре Нара, Япония. Окончила Университет Тэнри.
С начала 1980-х годов доминировала среди японских метательниц дисках, в частности в 1983—1988 годах неизменно удерживала звание чемпионки Японии в данной дисциплине.
Впервые заявила о себе в лёгкой атлетике на международной арене в сезоне 1985 года, когда вошла в состав японской национальной сборной и побывала на чемпионате Азии в Джакарте, откуда привезла награду бронзового достоинства, выигранную в метании диска.
В июне 1987 года на соревнованиях в Токио установила свой личный рекорд в метании диска — 56,08 метра.
В 1989 году в той же дисциплине выиграла серебряную медаль на чемпионате Азии в Дели.
На Азиатских играх 1990 года в Пекине с результатом 53,82 метра взяла бронзу.
Благодаря череде удачных выступлений в 1991 году удостоилась права защищать честь страны на домашнем чемпионате мира в Токио — в программе метания диска показала результат 48,52 метра, не сумев преодолеть предварительный квалификационный этап.
В 1993 году добавила в послужной список бронзовые награды, полученные в метании диска на чемпионате Азии в Маниле и на Восточноазиатских играх в Шанхае.
В 1994 году с результатом 53,92 метра стала серебряной призёркой на домашних Азиатских играх в Хиросиме.